# Огрезіле
Огрезіле (рум. Ogrăzile) — село у повіті Бузеу в Румунії. Входить до складу комуни Мерей.
Село розташоване на відстані 88 км на північний схід від Бухареста, 11 км на захід від Бузеу, 111 км на захід від Галаца, 102 км на південний схід від Брашова.

## Населення
За даними перепису населення 2002 року у селі проживали 768 осіб. Рідною мовою 764 особи (99,5%) назвали румунську.
Національний склад населення села:
| Національність | Кількість осіб | Відсоток |
| -------------- | -------------- | -------- |
| румуни         | 746            | 97,1%    |
| цигани         | 21             | 2,7%     |